# Красноярська сільська рада (Усть-Пристанський район)
Красноя́рська сільська рада (рос. Красноярский сельский совет) — сільське поселення у складі Усть-Пристанського району Алтайського краю Росії.
Адміністративний центр — село Красноярка.

## Населення
Населення — 857 осіб (2019; 1156 в 2010, 1495 у 2002).

## Склад
До складу сільської ради входять:
| Населений пункт      | Населення, осіб (2002) | Населення, осіб (2010) |
| -------------------- | ---------------------- | ---------------------- |
| Красноярка, село     | 980                    | 752                    |
| Усть-Журавліха, село | 515                    | 404                    |